# سودگائورا، چیبا
سودگائورا، چیبا از شهرهای استان چیبا ژاپن است که جمعیت آن در ۱ ژانویه ۲۰۰۸۵۹٬۴۴۳نفر بوده‌است.